# Kurkliai
Kurkliai è una città del distretto di Anykščiai, della contea di Utena, nel nord-est della Lituania. Secondo un censimento del 2011, la popolazione ammonta a 374 abitanti. È una seniūnija abbastanza importante, sede anche del Parco regionale di Anykščiai.

## Storia

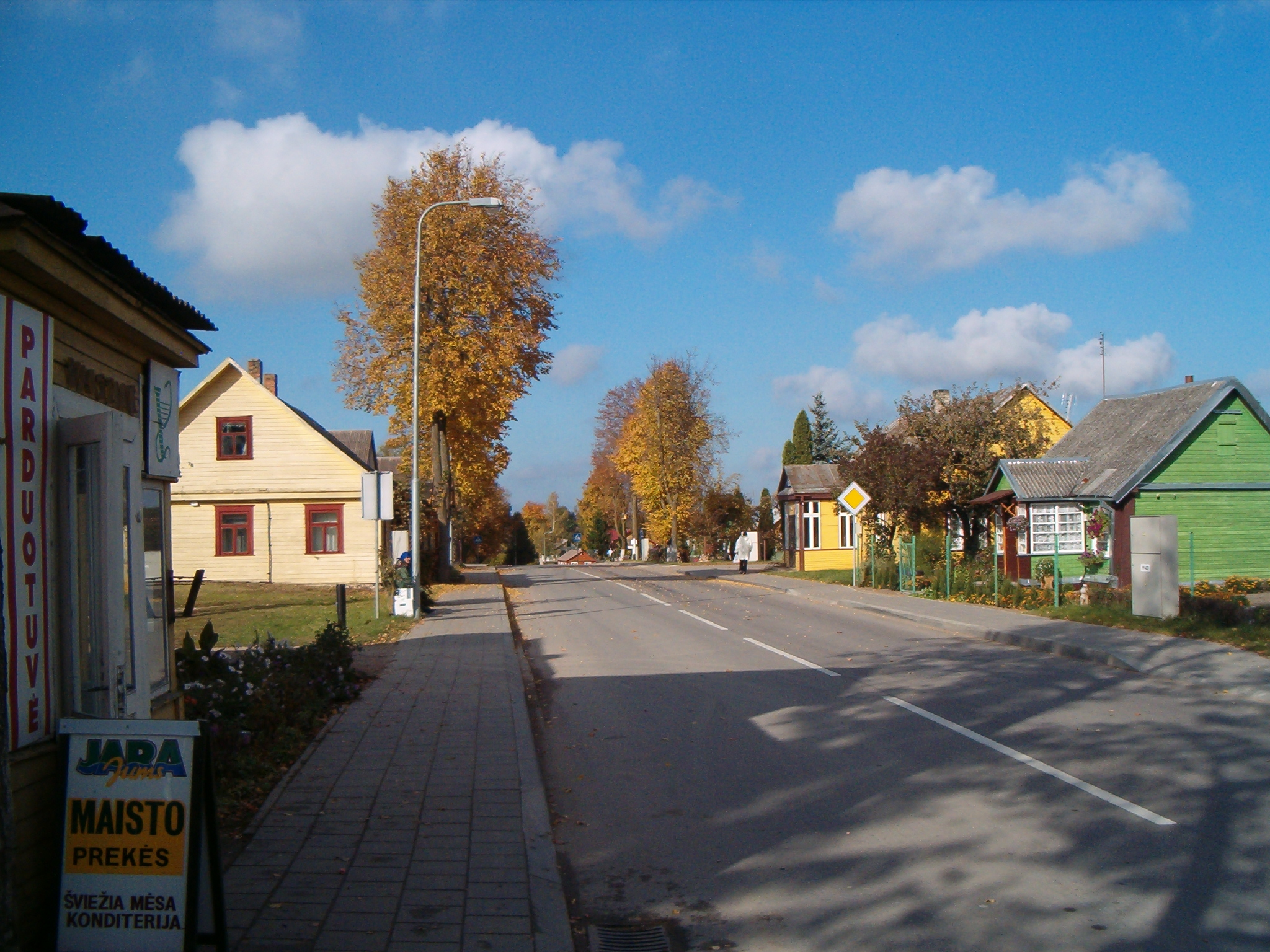
Strada cittadina

La città ha ospitato diverse comunità di ebrei prima della Seconda guerra mondiale.  In particolare, le vicende storiche di queste persone si sono intrecciate con quelle della comunità circostante di Ukmergė, poi barbaramente massacrate in esecuzioni di massa nella foresta di Pivonija il 5 settembre 1941. Al fine di non dimenticare, è stato eretto in quel luogo un obelisco nei pressi di un’antica sinagoga interamente in legno che, sopravvissuta agli eventi storici, è ancora possibile visitare.
La città ha dato i natali al pianista lituano Arnoldas Lukošius (1966-), membro dei gruppi LT United e Foje.

## Galleria d’immagini

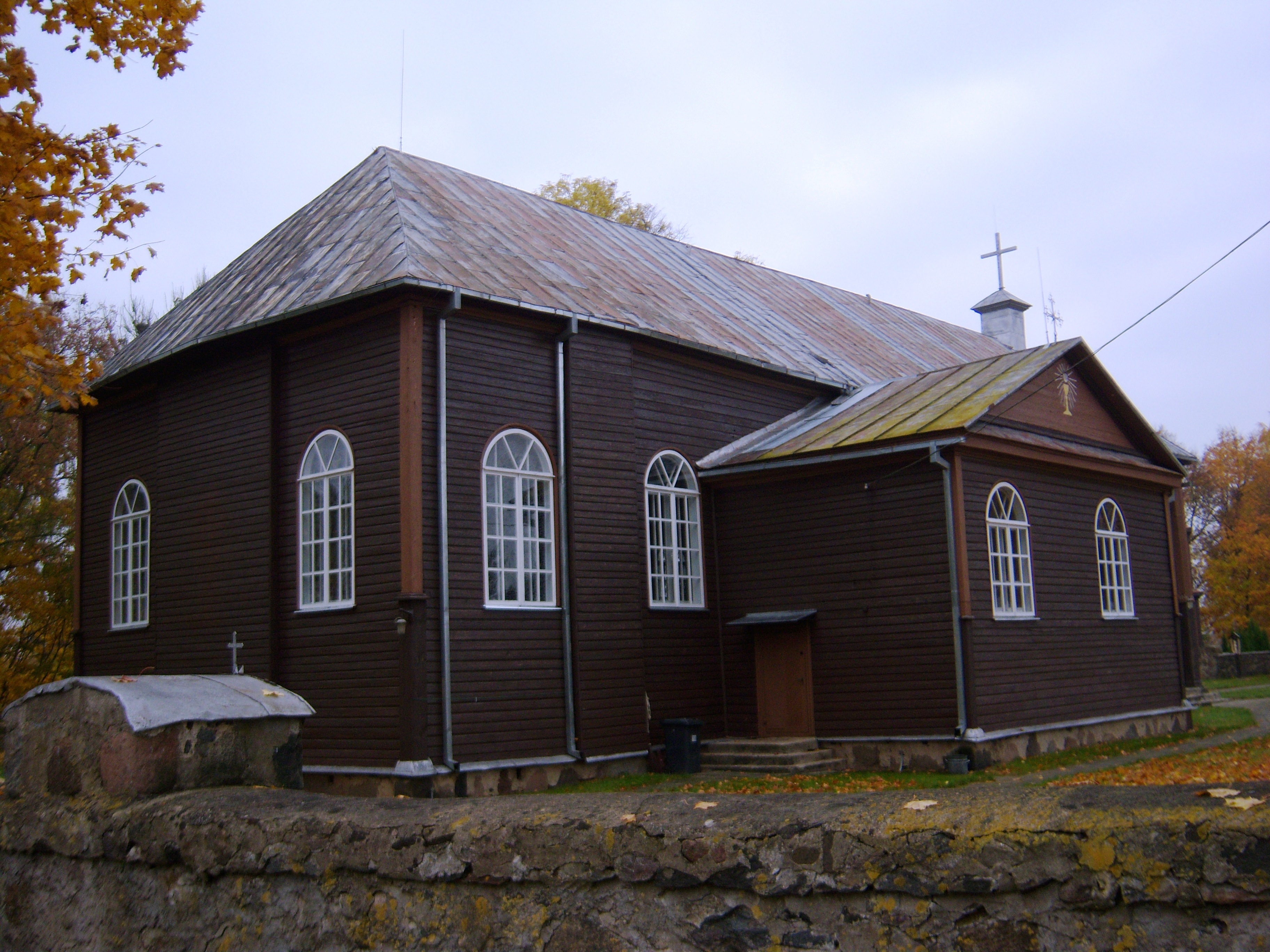
Chiesa di San Giorgio
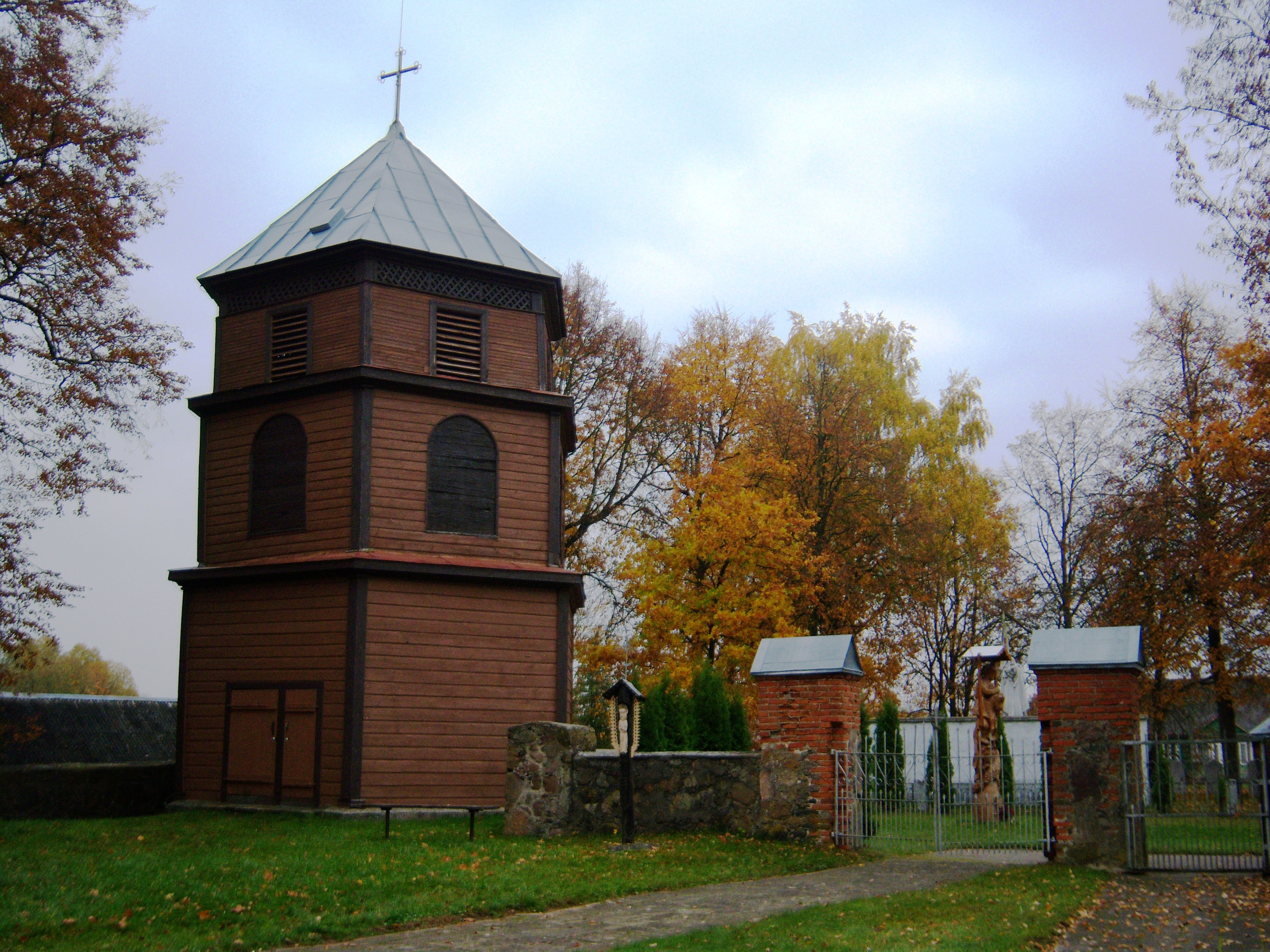
Campanile della chiesa
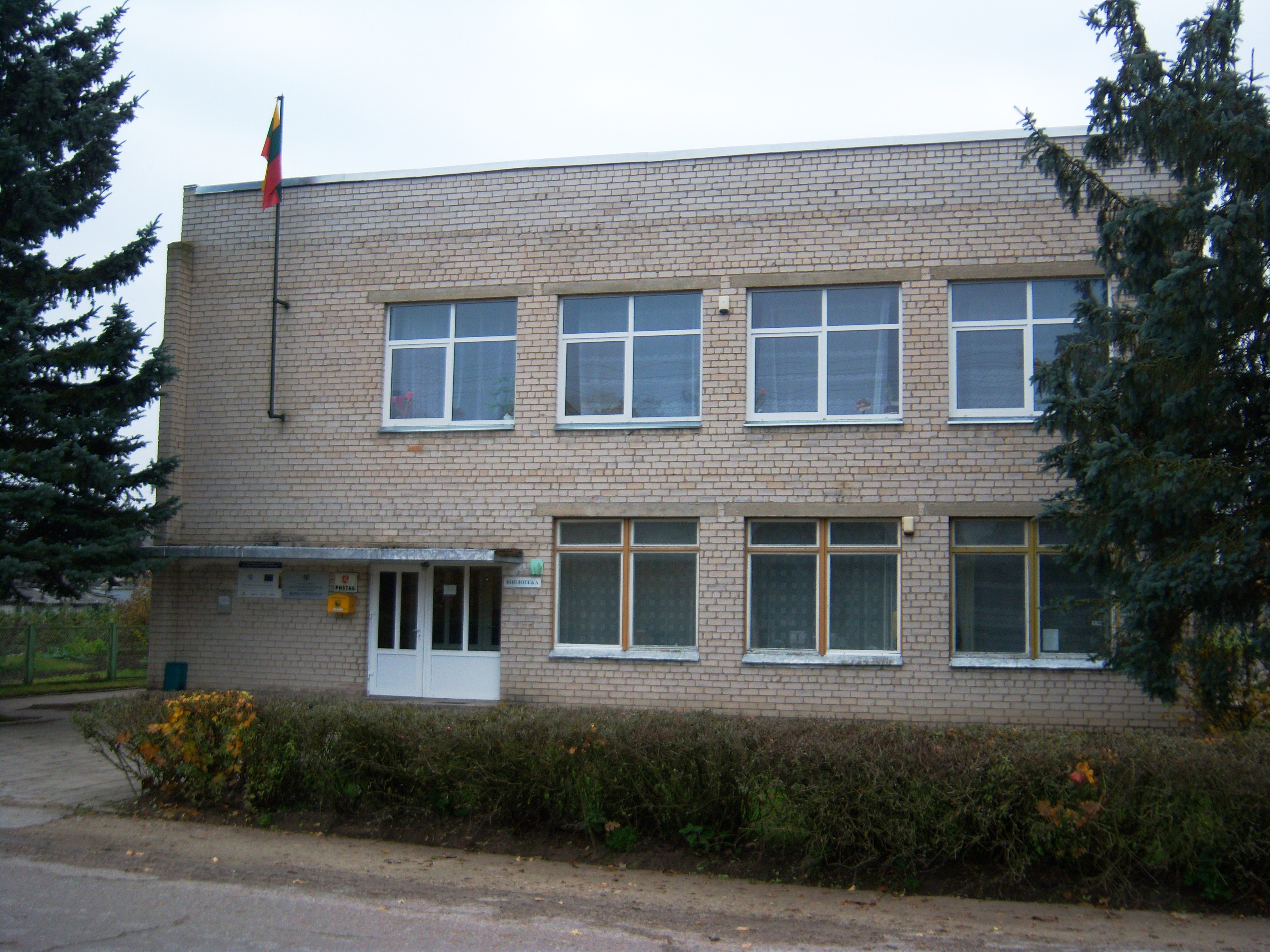
Parrocchia
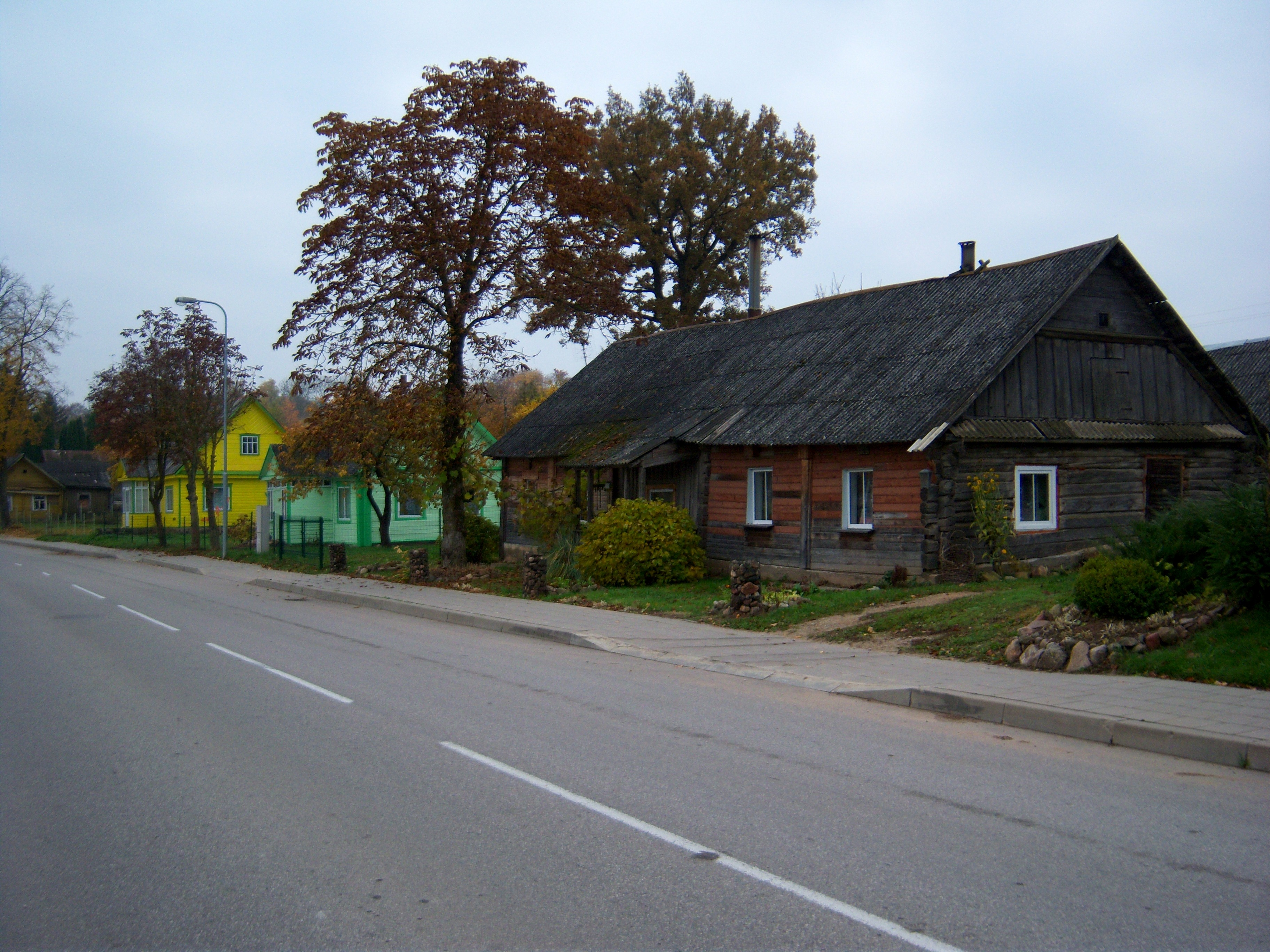
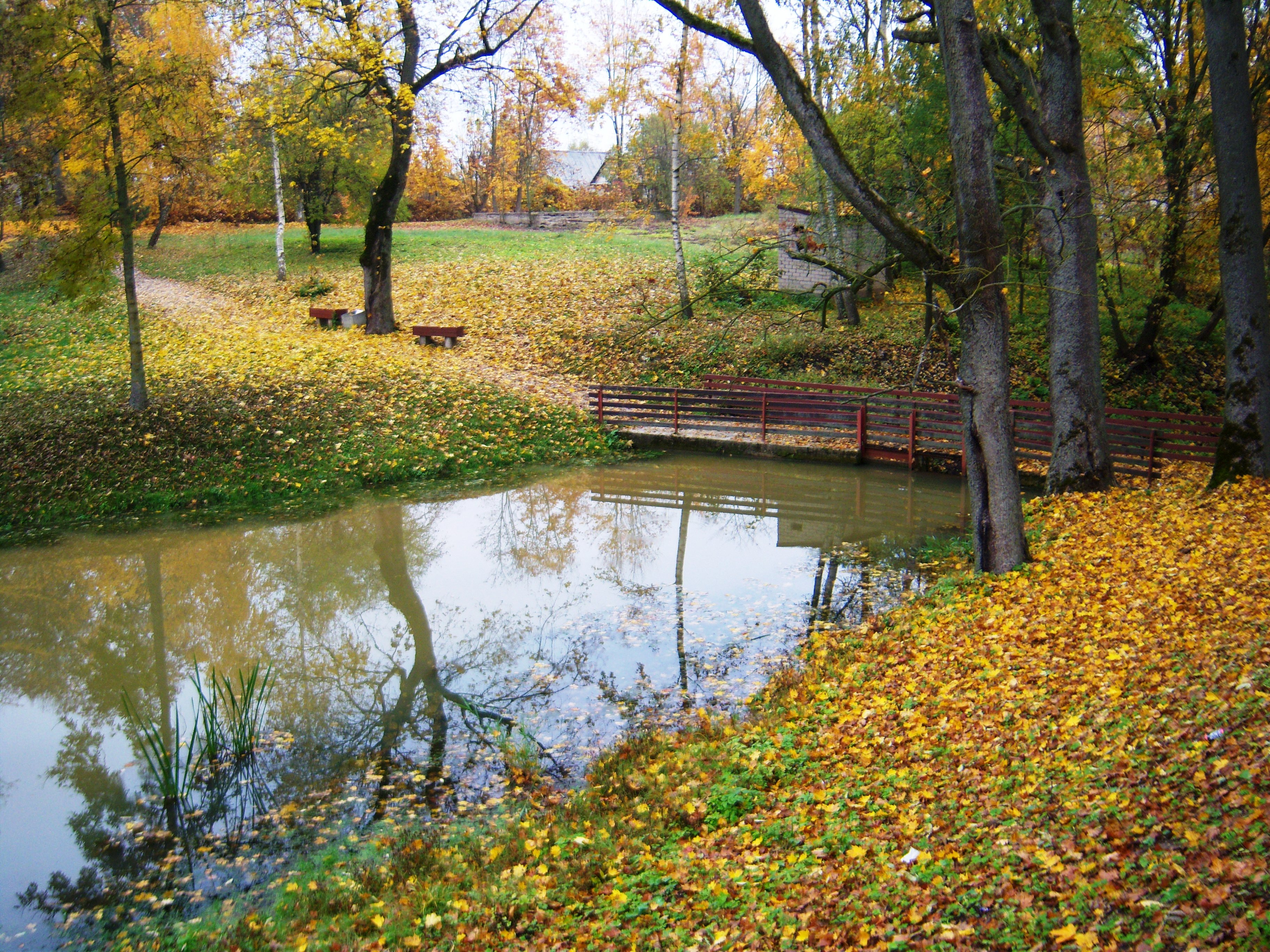
Parco
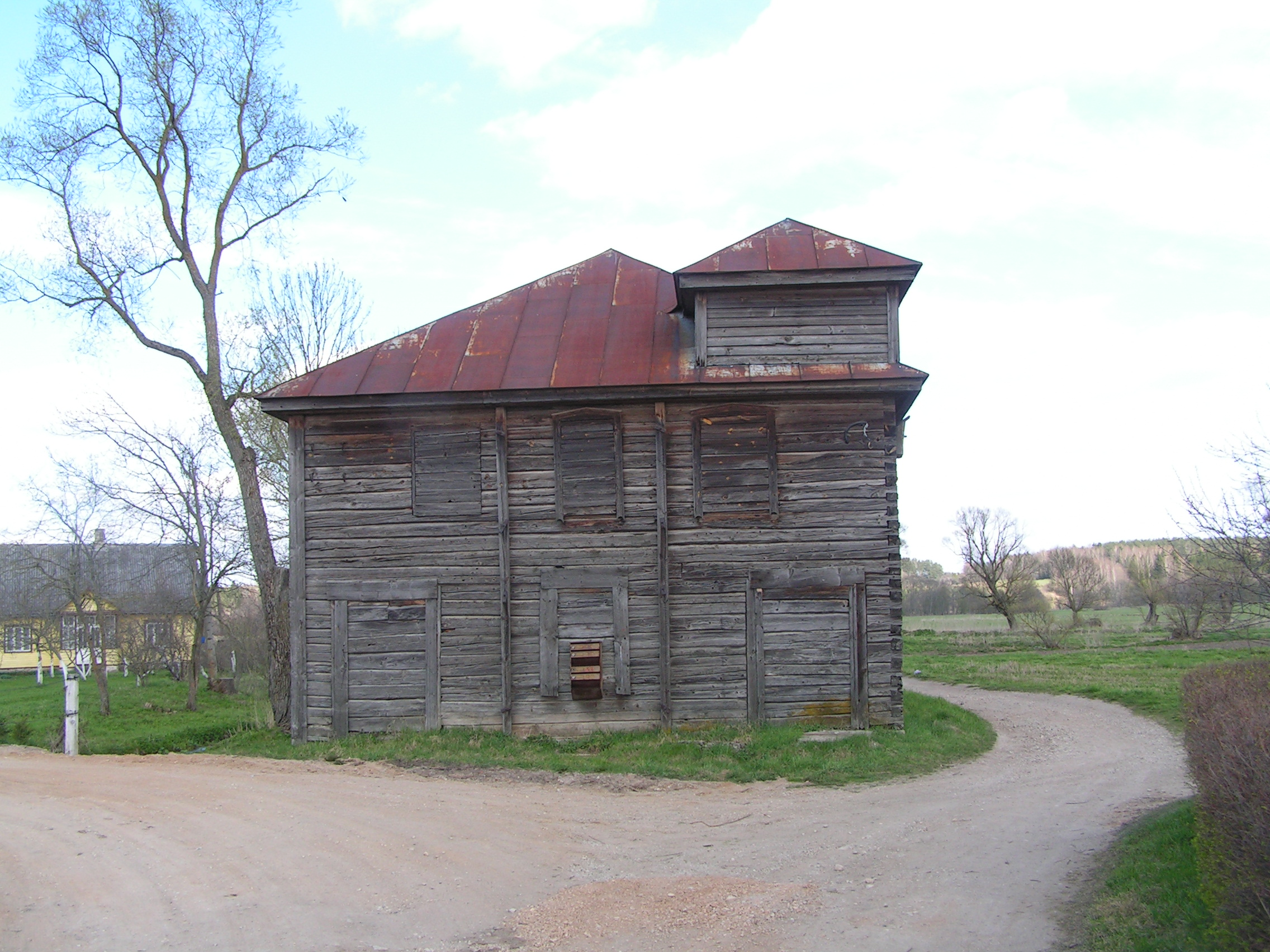
Sinagoga
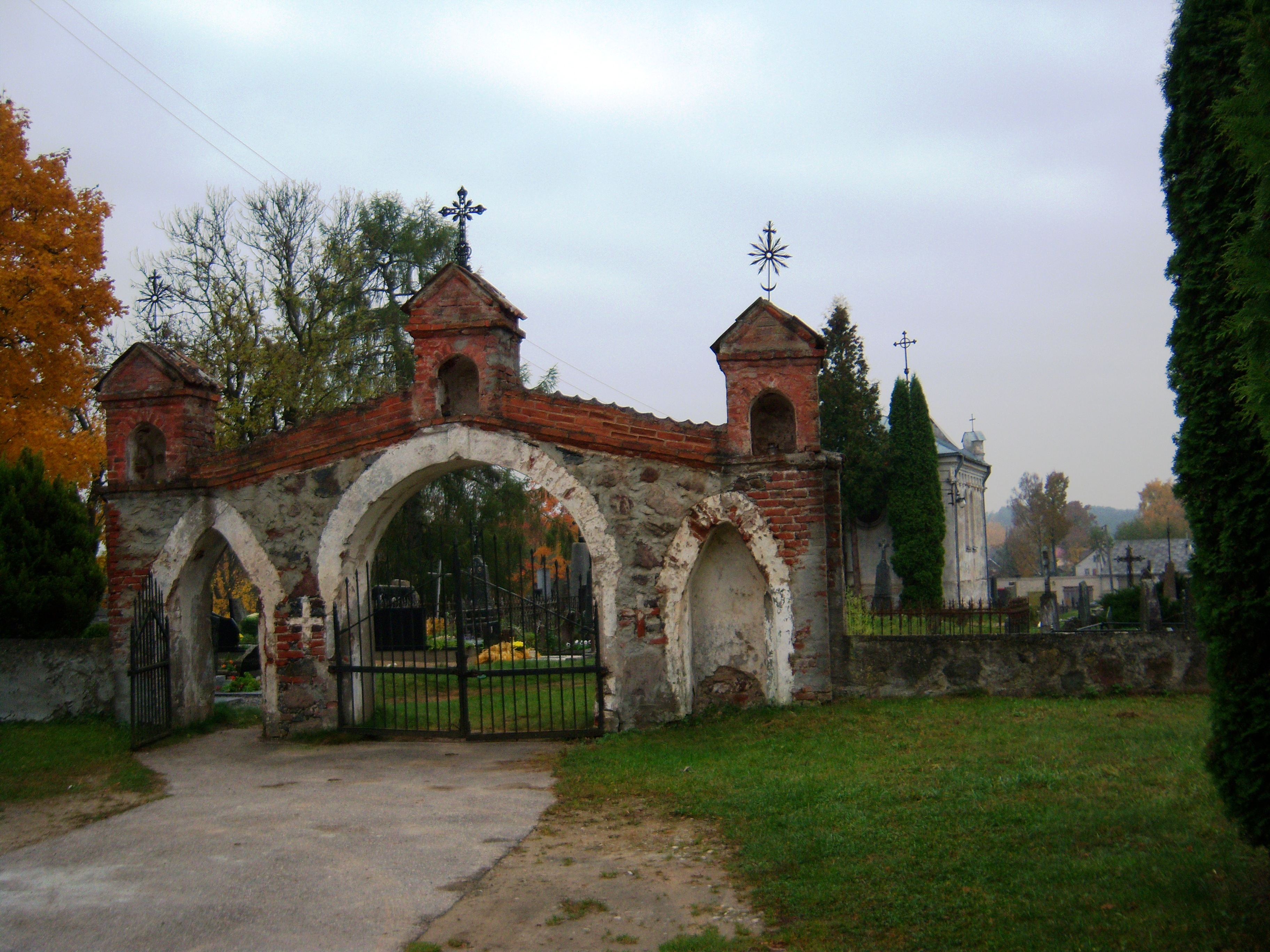
Ingresso del cimitero
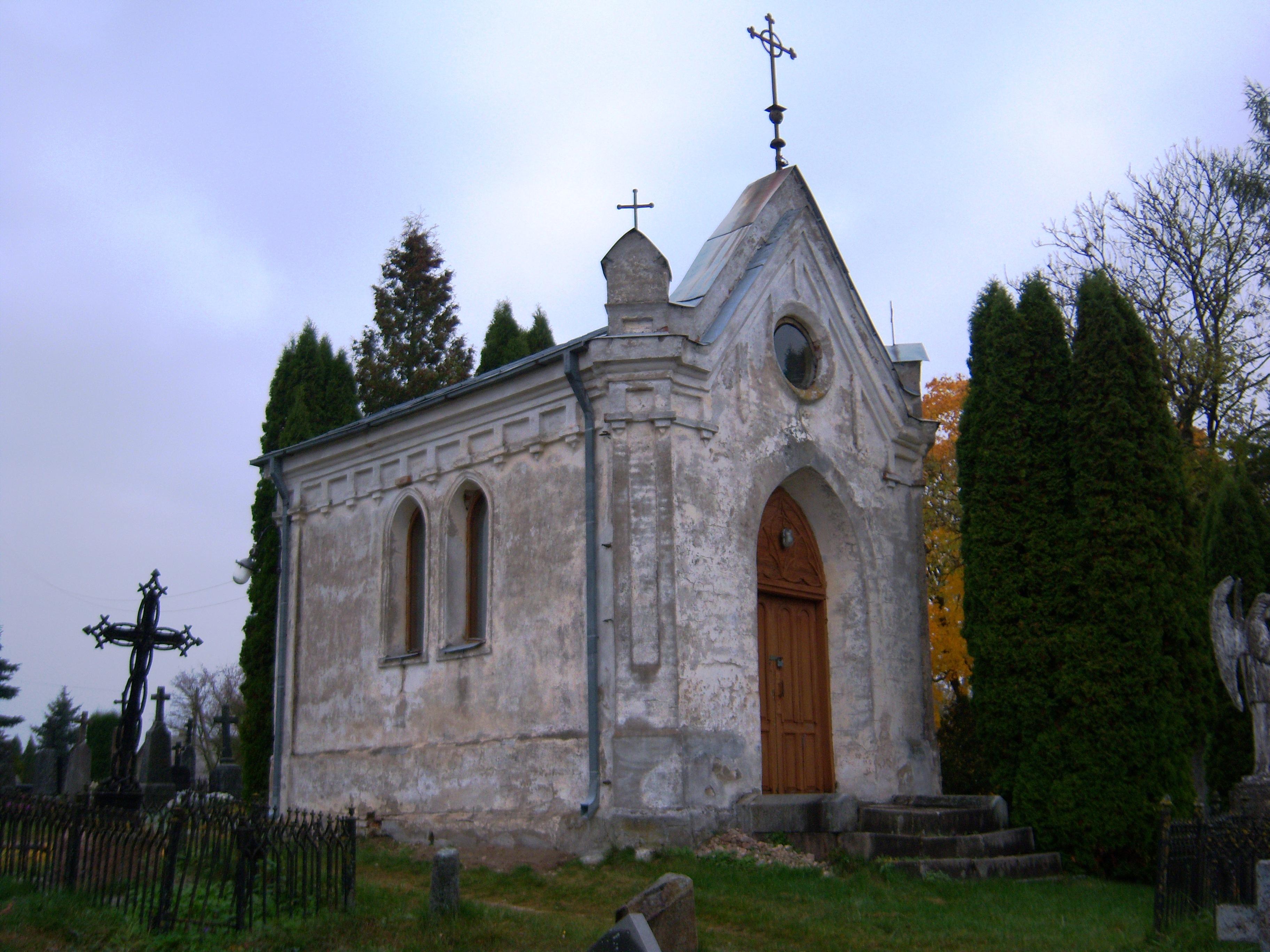
Cappella